# Нижньоутяшево
Нижньоутя́шево (рос. Нижнеутяшево) — присілок (в минулому село) у складі Білокатайського району Башкортостану, Росія. Адміністративний центр Утяшевської сільської ради.
Населення — 420 осіб (2010; 426 у 2002).
Національний склад:
- башкири — 98 %